# Dag Halvorsen
Dag Halvorsen (23. december 1934 i Oslo – 17. november 2007) var en norsk journalist. Han var først og fremmest kendt som udenrigskorrespondent i en årrække for blandt andet NRK og DR. Halvorsen dækkede Østeuropa for flere skandinaviske medier.